# أزهر عبيدي
أزهر عبيدي (بالإنجليزية: Azhar Abidi)‏ (6 فبراير 1968 في باكستان)؛ مترجم وروائي أسترالي.